# Леоновка (Новочигольское сельское поселение)
Леоновка — поселок в Таловском районе Воронежской области. 
Входит в состав Новочигольского сельского поселения. Ранее входил в состав упразднённого Вознесеновского сельского поселения.

## География
В посёлке имеется одна улица — Железнодорожная.

## Население
| 2010 |
| ---- |
| 1    |